# پیر دانینو
پیر دانینوس (به فرانسوی: Pierre Daninos) نویسنده و طنزپرداز قرن بیستم میلادی اهل فرانسه بود. رمان او «یادداشتهای روزانه میجر تامپسون» بلافاصله پس از انتشارش در سال ۱۹۵۰، در فرانسه به شهرت فراوانی دست یافت.